# Пети цариградски сабор
Пети Ццариградски сабор је помесни сабор православне цркве у Цариграду, који је одржан у серији од шест црквених сабора у Цариграду, 10. јуна 1341, августа 1341, 4. новембра 1344, 1. фебруара 1347, 8. фебруара 1347, и 28. маја 1351. За разлику од цркве на западу, неке источне цркве сматрају га васељенским. Пети цариградски сабор одобрио је теологију исихазма светог Грегорије Паламе и осудио његове противнике - црквеног вође и филозофа идеалиста Варлаама Калабријског и друге идеалисте, потврђујући одлуке Петог васељенског сабора о осуди неоплатонизма и проширивши их на све аутокефалне православне цркве, да поштују одлуке овог сабора.

## Позадина
Након Другог сабора у Лиону 1274. године, Римокатоличка црква и православне цркве формално су се спојиле кроз унију. Међутим, тој унији се противила велика већина византијског народа и свештенства. У контексту сукоба између унијатских и антиунијатских страна у 14. веку, међу православним хришћанима су се појавили такозвани "исихастички спорови". Ови спорови су вођени око питања природе божанске светлости и енергија, као и аутентичности духовног искуства ове светлости које су доживели молитвеници и светитељи. Најзначајнија фигура ових спорова и бранилац православне доктрине о "нетварне" божанске светлости био је светогорски монах и касније солунски епископ, свети Григорија Палама.
Године 1331. светитељ је отишао на Атос и склонио се у манастиру Светог Саве, у близини Лавре Светог Атанасија. 1333. године постављен је за игумана манастира Есфигмен у северном делу Свете горе. Око 1330. године, учени монах Варлаам дошао је у Цариград из Калабрије. Убрзо је Варлаам отишао на гору Атос, упознао се са начином духовног живота тамошњих исихаста и на основу теолошких учења о неразумљивости Божје суштине прогласио њихово учење исихазма јеретичком заблудом. Варлаам је ушао у спор са монасима и покушао да докаже „створеност“ Таворске светлости. Григорије Палама је бранио је науку о "нетварној" светлостина Тавору. Своје аргументе изнео је у теолошком делу „Триада у одбрани светих исихасти“ (1338) и у филозофском трактату „Инкарнација“. До 1340. год., Атонски монаси уз учешће светог Григорија закључили су општи одговор на оптужбе Варлама - такозвани "Светогорски Томос".
1341. на сабору у храму Свете Софије дошло је до спора између Светог Грегорија Паламе и Барлаама Калабријског, у вези с природом таворске светлости.
27. маја 1341. Сабор је усвојио одредбе светог Грегорија Паламе да се Бог, несхватљив у својој суштини, манифестује у енергијама попут Таворске светлости, које су окренуте свету и доступне људској перцепцији, али нису створене.
Иако су Варлаамова учења била осуђена као кривоверство и он је био анатематисан, расправа између паламита и њихових противника није се завршила. Митрополит кијевски и целе Русије Теогност, након што је примио одлуку Цариградског сабора 1341. године у којој се наводи учење о "нествореној" суштини светлости Тавора, није се сложио са овом доктрином и написао бројна писма цариградском патријарху и епископима о овој теми.
Бугарски монах Акиндин саставио је трактате у којима је бранио визије слика и лица, а не само нестворене светлости, и прогласио светог Григорија и атонске монахе - својим присталицама - кривцима за црквене немире. Свети Палама је написао детаљно побијање нагађања Акиндина. Али упркос томе, патријарх цариградски Јован Калека је екскомуницирао светитеља из Цркве 1344. године и затворио га на три године. све до 1347. године, када је Јована на патријаршиском трону (1347–1349) наследио патријарх Исидор. Свети Григрије Палама тада је ослобођен и уздигнут у чин солунског епископа.
На сабору 1351. године у Влахернској цркви свечано је објављено да је учење светог Григорија православно. Анти-паламити су сматрали сабор само припремом за велики сабор и били су разочарани њеним током. Анти-паламити су негирали њихову везу с Варлаамом, наводећи да су се 1341. супротставили Варлааму. Они су негирали васељенску природу сабора, будући да су у њему учествовали само епископи из европског дела царства, није било других православних патријарха. Али до 1359. године томос сабора 1351. године потписали су патријарси Антиохија, Јерусалима, Бугарске и митрополит Кијева. То је због чињенице да Сабор, негирајући учење Томе Аквинског о потпуној недокучивости Божје суштине и енергија, и, сходно томе, немогућности спознања Божјих енергија, није одобрио, можда по савету оних који су највише склони компромису ради јединства Цркве, Светог Паламу и полемичке претпоставке о потпуној разлици између Божије суштине и енергија. Али ово није била уступак анти-паламитима, већ Руској Цркви и предтсваницима римског папе који су присуствовали сабору.